# Stadionul Ion Comșa
Stadionul Ion Comșa este un stadion multifuncțional din Călărași, județul Călărași, România. Este terenul de acasă al echipei de fotbal Dunărea Călărași. Până în 2013, s-a numit Stadionul Tineretului. Când a fost deschis în 1962, avea o capacitate de 10.400 de locuri. În prezent, după instalarea scaunelor, are o capacitate de 6.000 de locuri.